# Hasimoto Sinobu
Hasimoto Sinobu (Hjógo prefektúra, 1918. április 18. – Tokió, 2018. július 19.) japán forgatókönyvíró.

## Főbb filmjei
- A vihar kapujában (羅生門; Hepburn: Rashomon?) (1950)
- Élni (生きる; Hepburn: Ikiru?) (1952)
- A hét szamuráj (七人の侍; Hepburn: Sicsinin no szamurai?) (1954)
- Egy lény feljegyzései (生きものの記録; Hepburn: Ikimono no kiroku?) (1955)
- Véres trón (蜘蛛巣城; Hepburn: Kumonoszu-jó?) (1957)
- Rejtett erőd (隠し砦の三悪人; Hepburn: Kakusi toride no szan akunin?) (1958)
- A gonosz jól alszik (悪い奴ほどよく眠る; Hepburn: Warui jacu hodo joku nemuru?) (1960)
- Harakiri (切腹; Hepburn: Seppuku?) (1962)
- A végzet kardja (大菩薩峠; Hepburn: Dai-bosatsu tôge?) (1966)
- Szamurájlázadás (上意討ち 拝領妻始末; Hepburn: Hairyô tsuma shimatsu?) (1967)
- Szamurájháború (風林火山; Hepburn: Fūrin Kazan?) (1969)
- A homokvár (砂の器; Hepburn: Suna no utsuwa?) (1974)